# دير الثعالب
ديرُ الثعالب كان ديرًا تاريخيًا في بغداد خلال العصر العباسي. وقع في الجانب الغربي من بغداد، على بعد ميلين أو أقل من المدينة، في منطقة تعرف بكورة نهر عيسى بالقرب من باب الحديد. يُعتقد أن الدير منسوب إلى بني ثعلبة المتنصرين، وفقاً لترجيح الأب لويس شيخو.

## الموقع والوصف
وقع الدير في منطقة تتميز بكثرة البساتين والأشجار والنخيل والرياحين، وكان يطل على نهر يزدجرد. وقع بالقرب من قرية تسمى الحارثية وهي اليوم من ضواحي بغداد المعاصرة.

## الأهمية التاريخية
- يعد من أقدم الأديرة المذكورة في المصادر التاريخية، حيث ورد ذكره في حوادث سنة 127هـ قبل إنشاء مدينة بغداد.
- كان مقصداً للمتنزهين من المسلمين والنصارى على حد سواء.
- كان للدير عيد سنوي يُقام في آخر سبت من أيلول (سبتمبر).

### في المصادر التاريخية
ذُكر الدير في العديد من المصادر التاريخية، منها:
- وصفه الشابشتي بأنه من أعمر مواضع بغداد وأنزهها
- ذكره البيروني في سياق وصف مواعيد أعياده
- وصفه ياقوت الحموي في معجمه
- ورد ذكره في "الحوادث الجامعة" في سياق فيضان دجلة سنة 683هـ
- قيل في أدب الغرباء أن أبا الفرج الأصفهاني ارتاد الدير في نزهاته حول بغداد